# Hana (album)
Hana je v pořadí dvanácté sólové studiové album Lucie Bílé, nahrané v bratislavském studiu Littlebeat. Jedná se o album, které vyšlo při jubileu Lucie Bílé.

## Seznam písní
1. Tak mě tady máš (hudba  Martin „MAXO“ Šrámek, Katarína Knechtová a Andrej Hruška, text Petr Harazin a Štěpán Petrů)
2. Hana (hudba Katarína Knechtová, text Petr Harazin a Štěpán Petrů)
3. Hráze feat. Maxo (hudba Martin „MAXO“ Šrámek, text Petr Harazin, Štěpán Petrů a Branislav Skoček)
4. Poprvé feat. Maxo (hudba Martin „MAXO“ Šrámek a Katarína Knechtová, text Petr Harazin, Štěpán Petrů, Branislav Skoček a Celeste Rizvana Buckingham)
5. V loužích (hudba Martin „MAXO“ Šrámek a Katarína Knechtová, text Petr Harazin a Štěpán Petrů)
6. O Slunci (hudba Martin „MAXO“ Šrámek, Andrej Hruška a Ľubor Priehradník, text Petr Harazin a Štěpán Petrů)
7. Mezi řádky (hudba Martin „MAXO“ Šrámek, Andrej Hruška a Ľubor Priehradník, text Petr Harazin a Štěpán Petrů)
8. V ranách sůl (hudba Martin „MAXO“ Šrámek, Andrej Hruška a Ľubor Priehradník, text Petr Harazin a Štěpán Petrů)
9. Tenisky (hudba Martin „MAXO“ Šrámek a Katarína Knechtová, text Petr Harazin a Štěpán Petrů)
10. Růžové brýle (hudba Martin „MAXO“ Šrámek, Andrej Hruška a Ľubor Priehradník, text Petr Harazin a Štěpán Petrů)
11. Primadonna (Martin „MAXO“ Šrámek a Celeste Rizvana Buckingham, text Petr Harazin, Štěpán Petrů a Celeste Rizvana Buckingham)

## Hudební aranžmá
- Martin „MAXO“ Šrámek – zpěv, vokály, programming, sampler, perkuse (1, 2, 3, 4, 5, 6, 7, 8, 9, 10, 11)
- Andrej Hruška – programming, sampler, perkuse, kytary (1, 2, 3, 4, 5, 6, 7, 8, 9, 10, 11)
- Katarína Knechtová – perkuse, kytara, vokály, fender piano (1, 2, 5, 9)
- Roland Kánik – klávesové nástroje (3)
- Adam Kuruc – piano (5)
- Ľubor Priehradník – programming, sampler (6, 7, 8, 10)
- Matěj Mikloš – fender piano (8)
- Celeste Rizvana Buckingham – rap, vokály (11)

## Ocenění
- Platinová deska